# Edward Żentara
Edward Żentara (ur. 18 marca 1956 w Sianowie, zm. 25 maja 2011 w Tarnowie) – polski aktor i reżyser teatralny, filmowy i telewizyjny.
Znany z roli plastyka-karateki w dramacie Wojciecha Wójcika Karate po polsku (1982), wrażliwego poety Janka Pradery w filmie poetyckim Witolda Leszczyńskiego Siekierezada (1985), Maksymiliana Kolbe w dramacie biograficznym Krzysztofa Zanussiego Życie za życie. Maksymilian Kolbe (1991), a także generała Rajmunda Sieradzkiego, komendanta wojewódzkiej policji z serialu sensacyjnego Polsat Fala zbrodni (2003–2008) i Wiktora Nachorskiego, męża Marioli (Marta Klubowicz) w operze mydlanej Polsatu Pierwsza miłość (2005–2011).
Laureat nagrody Złoty Ekran (1986), przyznawanej przez tygodnik „Ekran”, Złotej Kaczki (1987) i nagrody im. Zbyszka Cybulskiego w kategorii najlepszy polski aktor za rok 1986. W 1989 został odznaczony Brązowym Krzyżem Zasługi.
Był dyrektorem Bałtyckiego Teatru Dramatycznego (2004–2005) i Teatru im. Ludwika Solskiego w Tarnowie (2008–2011).

## Życiorys

### Wczesne lata
Urodził się w Sianowie. Jego młodszy brat, Leszek Żentara (ur. 18 sierpnia 1959) został także aktorem. Dorastał w Koszalinie, mieszkając w budynku przy ul. Zwycięstwa 177. Ukończył Szkołę Podstawową nr 10 w Koszalinie oraz Liceum Ekonomiczne w koszalińskim Ekonomie. Studiował na Wydziale Aktorskim w łódzkiej Szkole Filmowej, którą ukończył w 1980.

### Kariera teatralna

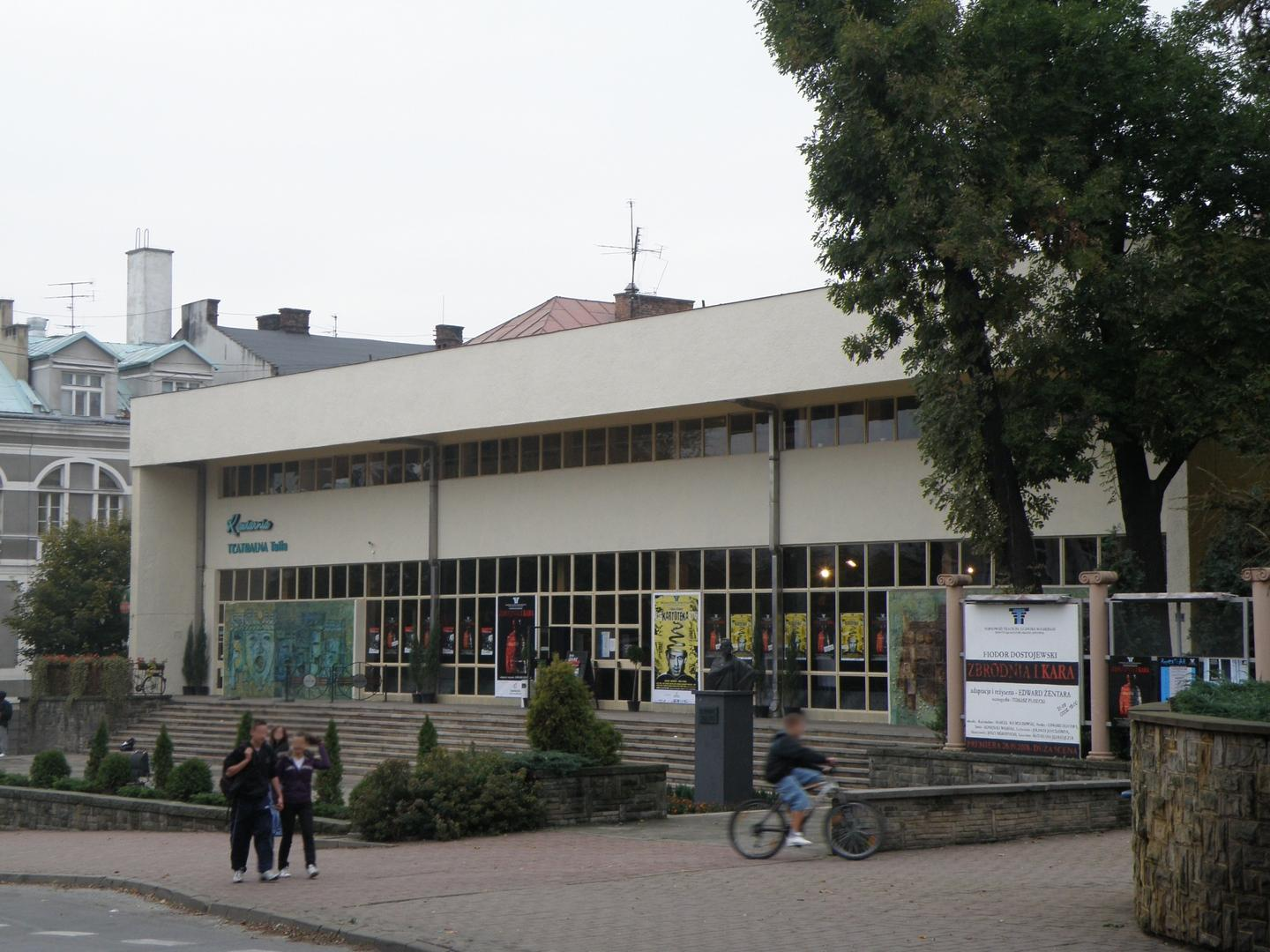
Budynek teatru w Tarnowie w 2008 r., kiedy jego dyrektorem był E. Żentara.

W 1975 zadebiutował na deskach Teatru Propozycji „Dialog” w Koszalinie w benefisowym przedstawieniu Aktor. Po ukończeniu studiów występował w teatrach: im. Juliusza Osterwy w Lublinie (1979–1980), Polskim w Warszawie (1980–1981), Starym w Krakowie (1981–1990), Teatr Studio im. Stanisława Ignacego Witkiewicza (1993–96), Teatrze im. Juliusza Słowackiego w Krakowie (1996–1997), Polskim w Szczecinie (1998–2001) i Bałtyckim Teatrze Dramatycznym, gdzie w latach 2004–2005 pełnił funkcję dyrektora artystycznego.
Rola tytułowa w sztuce Georga Büchnera Woyzeck przyniosła mu Główną Nagrodę Aktorską na XXVI Kaliskich Spotkaniach Teatralnych 1986. Za występ w monodramie Romans z Monizą Clavier według Sławomira Mrożka zdobył nagrodę jury oraz nagrodę prezydenta miasta na XXI Ogólnopolskim Festiwalu Teatrów Jednego Aktora 1987 w Toruniu. W 1988 odebrał nagrodę prezydenta miasta Krakowa za wybitne dokonania w dziedzinie twórczości filmowej i teatralnej.
Był także prezesem Stowarzyszenia Dialog, dyrektorem Teatru Dialog (1998–2003), przez dwa lata dyrektorem artystycznym Grudziądzkich Sezonów Teatralnych. Wyreżyserował wiele spektakli.
Od 4 lipca 2008 pełnił funkcję dyrektora naczelnego i artystycznego Teatru im. Ludwika Solskiego w Tarnowie.

### Kariera filmowa
Po raz pierwszy trafił na szklany ekran w serialu Rodzina Połanieckich (1978), gdzie wystąpił w trzech odcinkach jako służący w Krzemieniu. Rok potem pojawił się jako chłopak na zabawie w serialu W słońcu i w deszczu (1979). Zadebiutował na dużym ekranie w dramacie politycznym Feliksa Falka Był jazz (1981) u boku Michała Bajora.
W 1986 został uhonorowany nagrodą Złotego Ekranu, przyznawaną przez tygodnik „Ekran”, za rolę Piotra, mistrza wschodnich sztuk walki i zarazem artysty plastyka, w dramacie Karate po polsku (1982) i kreację wrażliwego poety Janka Pradery w filmie poetyckim Witolda Leszczyńskiego Siekierezada (1985). Przez tego reżysera Żentara został określony mianem „polskiego Maxa von Sydowa”. Te dwie role oraz postać księdza Władysława Ryby w serialu Trzy młyny (1984) w reżyserii Jerzego Domaradzkiego przyniosły mu także Nagrodę im. Zbyszka Cybulskiego, przyznawaną przez tygodnik „Film”. Był potem kilkakrotnie jeszcze obsadzany w roli księdza w dramacie Krystyny Jandy Pestka (1995), dramacie psychologicznym Barbary Sass Pokuszenie (1995) i filmie niezależnym Dominika Matwiejczyka Czarny (2008).
Po występie jako Janusz u boku Willema Dafoe (w roli żydowsko-greckiego boksera Salama Aroucha) w dramacie wojennym Roberta M. Younga Triumf ducha (Triumph of the Spirit, 1989), którego akcja rozgrywa się w Auschwitz-Birkenau, wcielił się w postać Maksymiliana Kolbe w dramacie biograficznym Krzysztofa Zanussiego Życie za życie. Maksymilian Kolbe (1990) z udziałem Christopha Waltza.
Obdarzony bardzo korzystnymi warunkami fizycznymi, wysportowany, często grywał role wojskowych jak Rudi, adiutant Knocha w dramacie wojennym Jerzego Hoffmana Wedle wyroków twoich... (1983), kapitan Salapska w dramacie historycznym Istvána Szabó Pułkownik Redl (1985), Jerzy, aplikant, pomocnik sędziego śledczego w serialu Temida (1985), porucznik w komedii Janusza Majewskiego C.K. Dezerterzy (1986), polski oficer w dramacie wojennym Carlosa Saury Aj, Carmela! (1990) czy pułkownik Orłowski w serialu FR3 Powrót Arsène’a Lupin (1993). W telewizyjnym filmie biograficznym Jan Paweł II (2006) z Jonem Voightem i Carym Elwesem wystąpił jako oficer Gestapo – tajnej policji państwowej III Rzeszy. W rosyjskim miniserialu wojennym Dywersant. Koniec wojny (2007) zagrał postać niemieckiego pułkownika.
W 2007 wystąpił w roli pierwszoplanowej w filmie Teczka Kossakowskiego, który opowiadał o powszechnym w ostatnich latach procesie lustracji prowadzonym przez IPN. Film ten otrzymał nagrodę dla „Najlepszego Filmu Polskiego” na Sopot Film Festival, m.in. „za przejmujące kreacje aktorskie Edwarda Żentary, Andrzeja Szczytko i Kamili Sammler”.

## Życie prywatne
Był żonaty z Martą Żentarą, miał jednego syna – Mikołaja, muzyka m.in. Kriegsmaschine i Mgły.

## Śmierć
25 maja 2011 popełnił samobójstwo w swoim tarnowskim mieszkaniu. Odebrał sobie życie w wannie, w sposób niezwykle bolesny, poprzez podcięcie żył podudzia. Wykrwawiał się przez trzy dni, zanim został znaleziony. Pozostawił list, w którym tłumaczył swoje postępowanie. Popełnił samobójstwo z uwagi na fatalną sytuację w tarnowskim teatrze, jak również problemy i rozterki sercowe. Został pochowany 30 maja 2011 na Cmentarzu Komunalnym przy ul. Gnieźnieńskiej w Koszalinie.

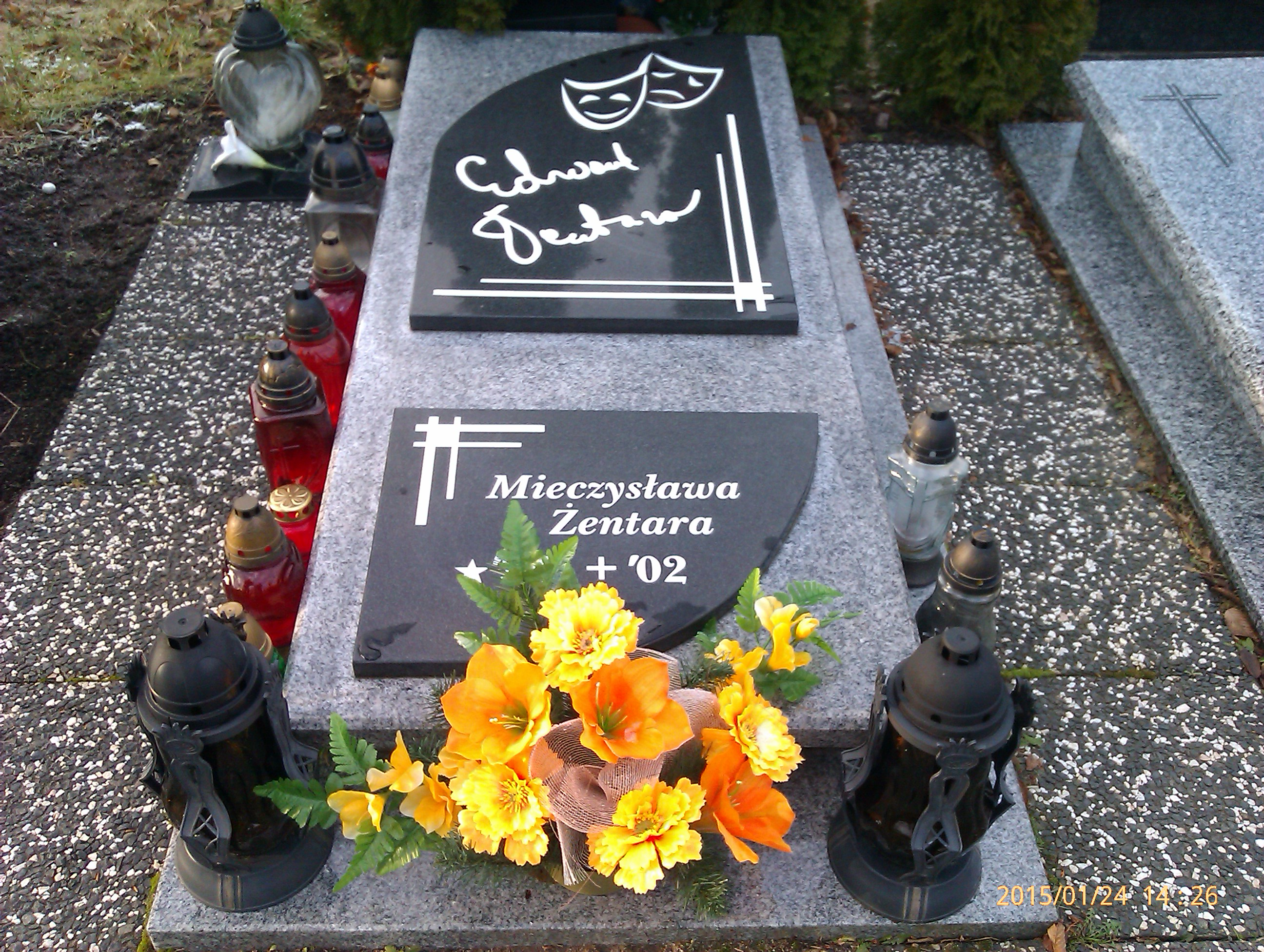
Grób Edwarda Żentary na cmentarzu w Koszalinie

## Filmografia

### Filmy kinowe
- 1981: Był jazz
- 1982: Karate po polsku jako Piotr
- 1982: Austeria jako chasyd „Złoty”
- 1983: Marynia jako służący w Krzemieniu
- 1983: Wedle wyroków twoich... jako Rudi, adiutant Knocha
- 1984: Pułkownik Redl jako kapitan Salapska
- 1985: Siekierezada jako Janek Pradera
- 1985: Sam pośród swoich jako Polsner
- 1985: C.K. Dezerterzy jako porucznik
- 1987: Zygfryd jako Stanisław, służący Drawicza
- 1987: Opowieść Harleya jako Marek
- 1987: Łuk Erosa jako Zatorski, narzeczony Janiny
- 1987: Bez grzechu jako Jan Jezierski, brat Marty
- 1987: Anioł w szafie jako reżyser
- 1989: Triumf ducha jako Janusz
- 1990: Życie za życie. Maksymilian Kolbe jako Maksymilian Maria Kolbe
- 1990: Trudno być bogiem jako Rumata/Alan
- 1990: Aj, Carmela! jako polski oficer
- 1991: Przeklęta Ameryka jako Zbyszek Butryn
- 1992: Piękna nieznajoma jako narciarz
- 1992: Enak jako Charles Enak
- 1995: Pokuszenie jako proboszcz
- 1995: Pestka jako ksiądz w pracowni Borysa
- 1996: Niemcy jako Tourterelle, właściciel hotelu we Francji
- 1998: Złoto dezerterów jako czołgista
- 2003: Show jako polityk, uczestnik programu
- 2005: Nie ma takiego numeru jako ordynator
- 2008: Czarny jako ksiądz Jan
- 2010: Trick jako wicepremier

### Filmy TV
- 1981: Zderzenie jako sierżant MO
- 1981: Wielki bieg jako Romek Martyniuk
- 1985: Klatka
- 1987: Sala nr 6 jako Wiktor Orski
- 1987: Jedenaste przykazanie jako Markus
- 1993: Tajemnica trzynastego wagonu jako Bigioli
- 2000: Wyrok na Franciszka Kłosa jako Szwutke
- 2006: Jan Paweł II jako oficer gestapo

### Seriale TV
- 1978: Rodzina Połanieckich jako służący w Krzemieniu (odc. 1 i 7)
- 1979: W słońcu i w deszczu jako chłopak na zabawie (odc. 2)
- 1984: Trzy młyny jako ksiądz Władysław Ryba
- 1985: Temida jako Jerzy, aplikant, pomocnik sędziego śledczego (odc. 2)
- 1987: Zdaniem obrony jako maszynista Zyga Paulajtis, kuzyn Bireckiego (odc. 5)
- 1993: Nowe przygody Arsena Lupin jako pułkownik Orłowski (odc. 13)
- 1993: Złoto Alaski jako Sprague
- 1997: Wojenna narzeczona jako ojciec dziewczynek (odc. 3)
- 1997: 13 posterunek jako lekarz (odc. 7)
- 1998: Ekstradycja 3 jako Ernest Sumar, zawodowy morderca
- 2000: Sukces jako Jan Dolecki, właściciel Bezpiecznej Kasy Oszczędności „Penelopa”
- 2000−2003: M jak miłość jako Tomasz Kamiński, kolega Marii Zduńskiej, wspólnik Krzysztofa Zduńskiego
- 2001: Na dobre i na złe jako kapitan Michał Burzyca (odc. 57)
- 2001: Marszałek Piłsudski jako przybysz z Paryża (odc. 4)
- 2002: Wiedźmin jako król Foltest (odc. 8)
- 2003: Zaginiona jako sędzia Adam Milanowski (odc. 7)
- 2003–2008: Fala zbrodni jako generał Rajmund Sieradzki, komendant wojewódzki policji
- 2004: Dziki jako „Basior”
- 2005–2011: Pierwsza miłość jako Wiktor Nachorski, mąż Marioli
- 2005: Egzamin z życia jako dyrektor domu dziecka (odc. 19)
- 2005–2006: Warto kochać jako dekorator Krzysztof
- 2005: Dziki 2: Pojedynek jako Andrzej Baszyński „Basior”
- 2007: Świat według Kiepskich jako Jerzy Kotlarczyk (odc. 277 pt. Koniec świata męskiego bata)
- 2007: Dywersant: Koniec wojny
- 2012: Trick jako wicepremier

### Dubbing
- 2006: Eragon jako Durza

### Filmy dokumentalne
- 1992: Republika marzeń (Republik der Träume) jako Cezar

## Nagrody
| Rok  | Nagroda                                                                 | Kategoria                                                             | Tytuł                                                         |
| ---- | ----------------------------------------------------------------------- | --------------------------------------------------------------------- | ------------------------------------------------------------- |
| 1986 | Złoty Ekran, nagroda tygodnika „Ekran”                                  | Najlepszy aktor                                                       | Karate po polsku (1982) Siekierezada (1985)                   |
| 1986 | XXVI Kaliskie Spotkania Teatralne                                       | Główna Nagroda Aktorska za rolę tytułową                              | Woyzeck Büchnera                                              |
| 1987 | Nagroda im. Zbyszka Cybulskiego, Złota Kaczka, nagroda tygodnika „Film” | Najlepszy polski aktor roku 1986                                      | Karate po polsku (1982) Trzy młyny (1984) Siekierezada (1985) |
| 1988 | XXI Ogólnopolski Festiwal Teatrów Jednego Aktora w Toruniu              | Nagroda Jury/Nagroda Prezydenta Miasta                                | Romans z Monizą Clavier według Mrożka                         |
| 1988 | Nagroda prezydenta miasta Krakowa                                       | Wybitne dokonania w dziedzinie twórczości filmowej i teatralnej       | –                                                             |
| 1989 | Brązowy Krzyż Zasługi                                                   | –                                                                     | –                                                             |
| 2007 | Sopot Film Festival                                                     | Przejmujące kreacje aktorskie (z Andrzejem Szczytko i Kamilą Sammler) | Teczka (2007)                                                 |